# البير بيوغدوليس
البير بيوغدوليس (بالإسبانية: Albert Puigdollers Saperas) (30 أكتوبر 1980 بجرانوليريس في إسبانيا - ) هو لاعب كرة قدم إسباني في مركز الوسط. شارك مع منتخب كاتالونيا لكرة القدم. أما مع النوادي، فقد لعب مع أتلتيكو مدريد ب وريكرياتيفو وكولتورال ليونيسا ونادي بادالونا ونادي برشلونة ب ونادي برشلونة ج ونادي برشلونة ونادي ساباديل وCF Gavà ‏ ونادي كاودينبيث لكرة القدم وAtlético Malagueño ‏.

## روابط خارجية
- البير بيوغدوليس على موقع قاعدة بيانات كرة القدم.إي يو (الإنجليزية)
- البير بيوغدوليس على موقع Soccerway.com (الإنجليزية)
- البير بيوغدوليس على موقع AS.com (الإسبانية)